# Église de Vihti
L'église de Vihti (en finnois : Vihdin kirkko) est une église située à Vihti en Finlande.

## Description
L'église en briques crépies de blanc est surmontée d'une tour et d'un chœur.
Son bâtisseur est Antti Piimänen et elle est inaugurée le 29 septembre 1772 et selon l'habitude de l'époque on la nomme église église Gustave III. 
L'église pouvait accueillir un tiers des 2 000 habitants de Vihti.
Un éclair frappe la tour de l'église le 22 juillet 1818 et brûle tout ce qui peut brûler.
L'église est reconstruite selon les plans de Charles Bassi et est inaugurée à nouveau en fin 1822. 
Charles Bassi a gardé le plan d'ensemble de l'édifice précédent et a ajouté des vitraux.
Le retable peint par Berndt Godenhjelm est livré en avril 1846.

## Galerie

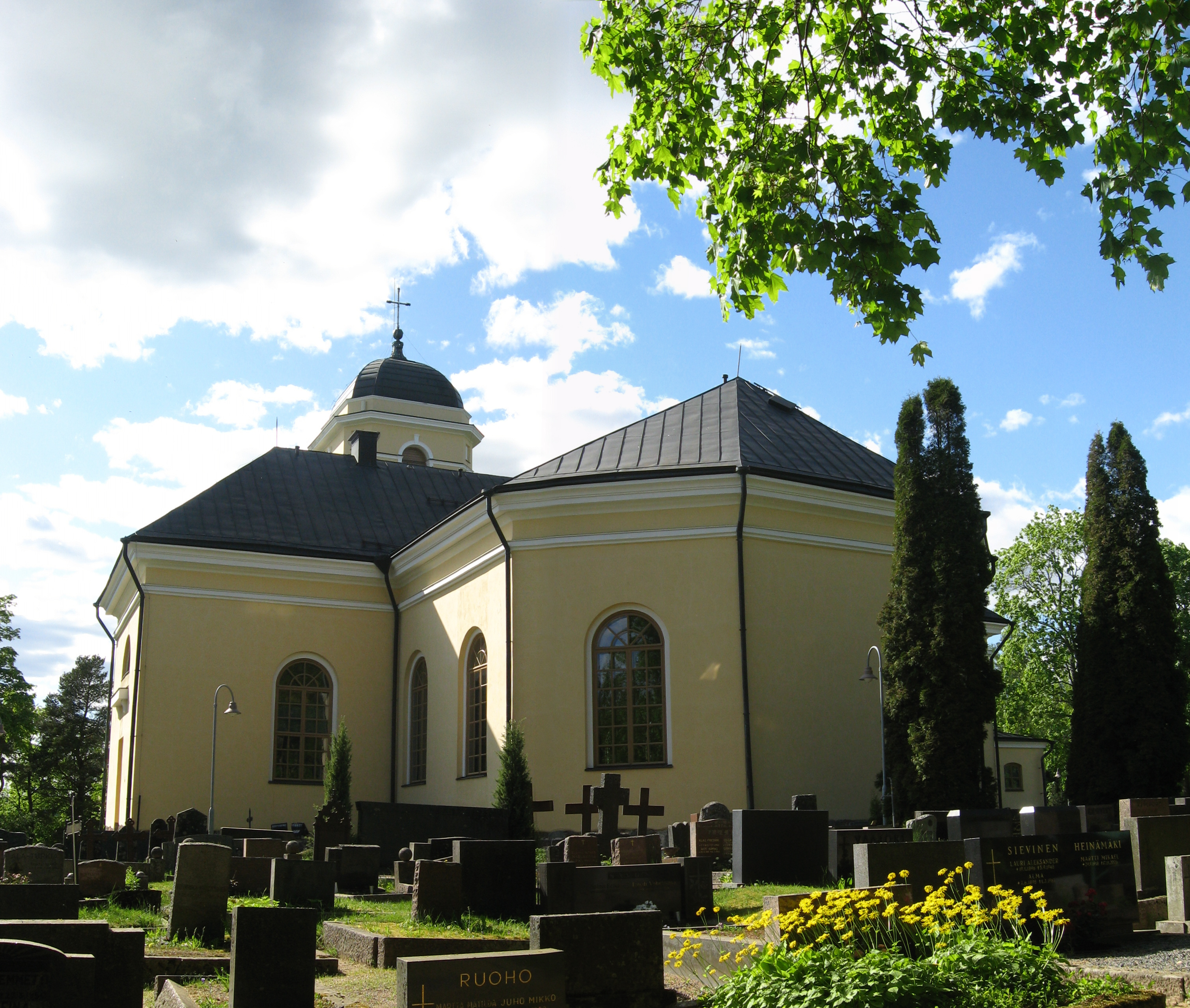
La façade est.
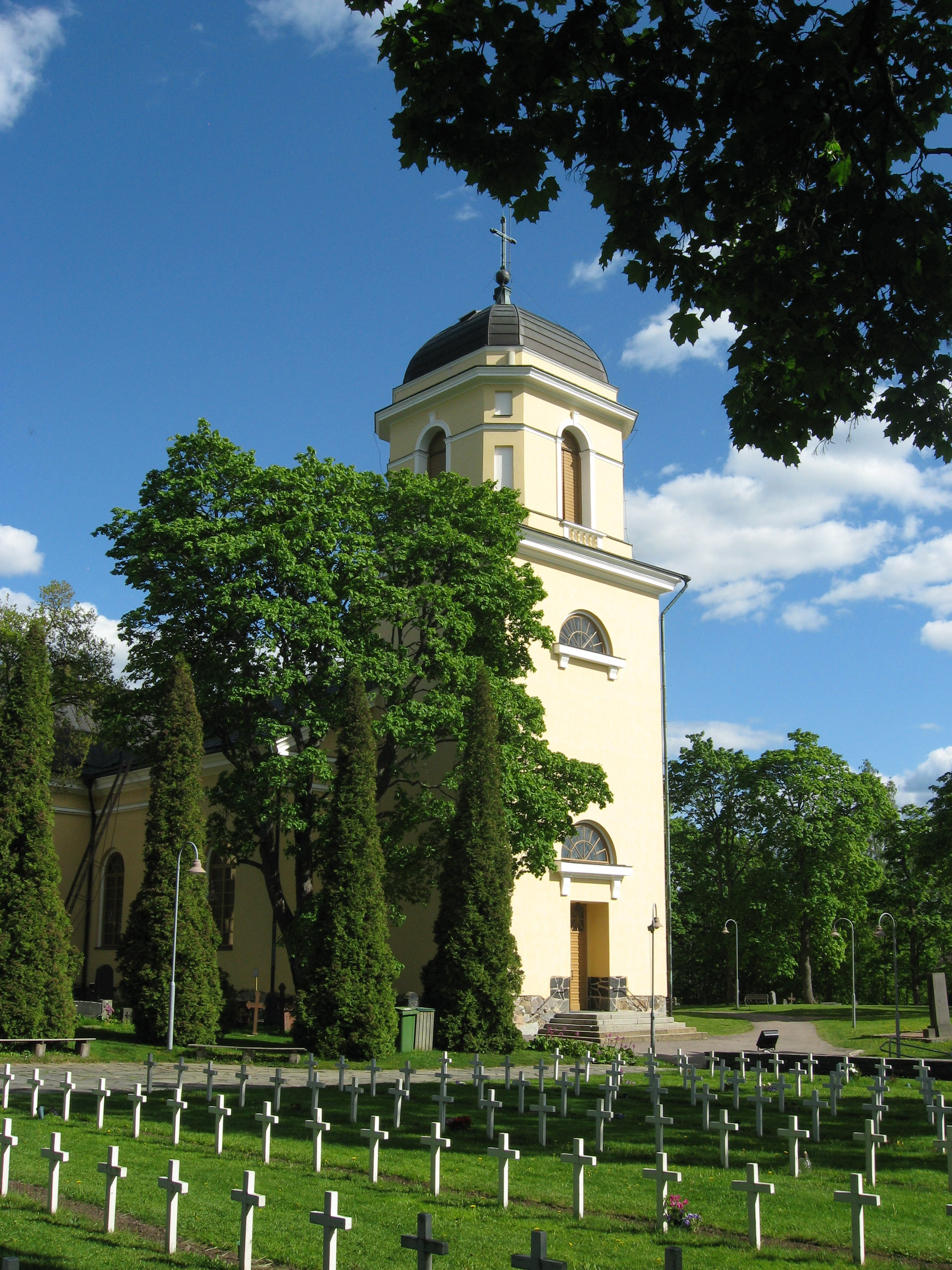
La tour du clocher.
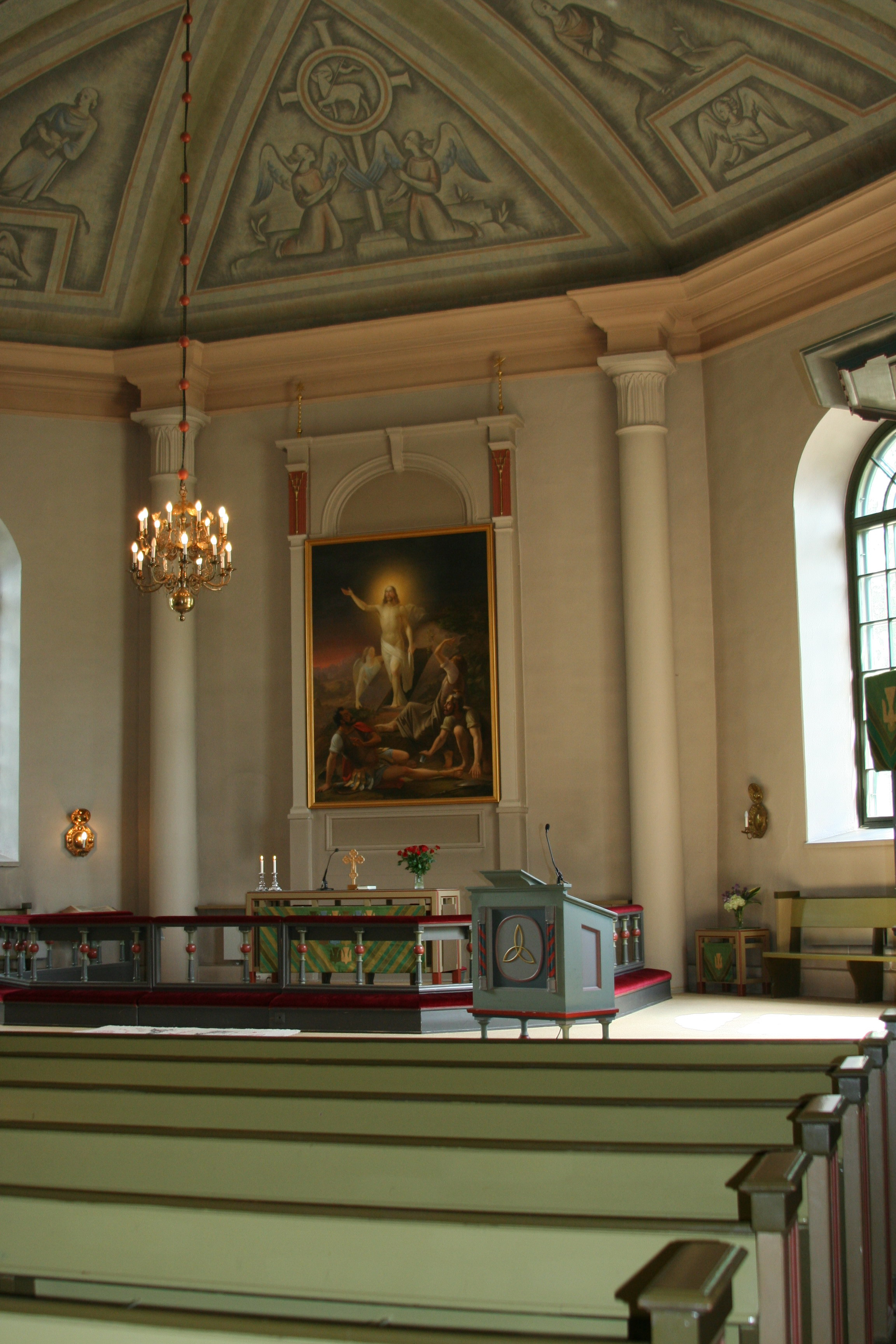
L'autel.
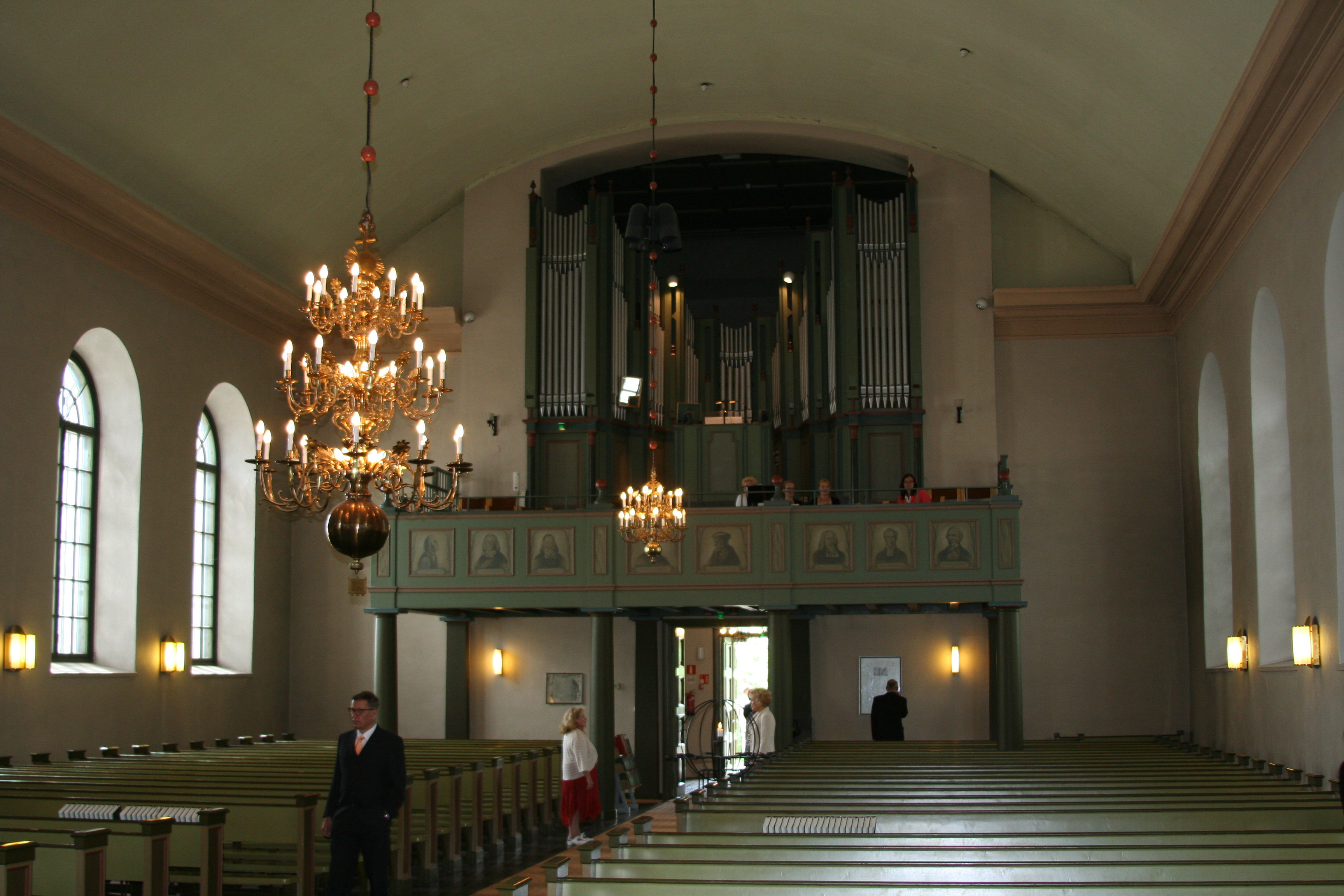
L'orgue.